# Notiomaso grytvikensis
Notiomaso grytvikensis is een spinnensoort in de taxonomische indeling van de hangmatspinnen (Linyphiidae).
Het dier behoort tot het geslacht Notiomaso. De wetenschappelijke naam van de soort werd voor het eerst geldig gepubliceerd in 1954 door Tambs-Lyche.